# フレッド・ダイアモンド
フレッド・アーヴィン・ダイアモンド（1964年11月19日-）は数学者であり、谷山–志村予想を証明したことで知られる。数学での専門領域は、モジュラー形式とガロワ加群。

## 概要
ダイヤモンドは1984年にミシガン大学を卒業したのち、アンドリュー・ワイルズの博士課程の学生として、1988年にプリンストン大学で数学を専攻した。ブランダイス大学とラトガーズ大学で役職を歴任し、現在はキングス・カレッジ・ロンドンの教授を務めている。
1999年、アンドリュー・ワイルズとリチャード・テイラーによって半安定楕円曲線についてのみ証明されていた谷山–志村予想をクリストフ・ブロイル、ブライアン・コンラッドとともに、完全な形で証明した。
ダイアモンドは、いくつかの研究論文の著者であり、シュプリンガー・サイエンス・アンド・ビジネス・メディアから発行された数学の大学院テキストシリーズのモジュラー形式の最初のコースをジェリーシャーマンとの共著している。